# Przejścia graniczne Słowenii
Spośród granic Słowenii granice z Włochami, Austrią i Węgrami od 1 maja 2004 są wewnętrznymi granicami Unii Europejskiej, a od 21 grudnia 2007 są wewnętrznymi granicami strefy Schengen. W myśl art. 2 układu z Schengen na granicach tych nie prowadzi się kontroli paszportowej ani celnej, a ich przekraczanie jest dozwolone w każdym miejscu i o każdym czasie; wobec tego nie ma na nich przejść granicznych. Do czasu przystąpienia Słowenii do strefy Schengen odbywała się na nich tylko kontrola paszportowa. Również granica z Chorwacją od 1 lipca 2013 jest granicą wewnętrzną Unii Europejskiej. Od dnia 1 stycznia 2023 w dniu przystąpienia Chorwacji do strefy Schengen zostały zniesione wszystkie kontrole na granicy słoweńsko-chorwackiej.  
Stan według danych Policji Granicznej Republiki Słowenii (). Źródło nie rozróżnia ruchu osobowego i towarowego. Jeśli nie zaznaczono inaczej, przejścia są dostępne dla obywateli wszystkich państw, a odprawa jest dokonywana całą dobę. Lista nie obejmuje turystycznych przejść granicznych.

## Dawne przejścia graniczne

### Granica zWłochami

#### przejścia drogowe
- Rateče – Fusine Laghi
- Predel – Passo Predil
- Učeja – Uccea czynne od 1 czerwca do 30 września od 8 do 22, od 1 października do 31 maja od 8 do 19
- Robič – Stupizza
- Neblo – Venco w okresie od 1 września do 30 kwietnia czynne od 6 do24
- Nova Gorica – Gorizia Casa Rossa
- Vrtojba – San Andrea (autostrada)
- Fernetiči – Fernetti
- Lipica – Basovizza
- Kozina – Pesse
- Škofije – Rabuiese
- Lazaret – San Bartolomeo

#### przejścia kolejowe
- Nova Gorica – Gorizia
- Sežana – Villa Opicina

#### przejścia dla ruchu przygranicznego
- Plavje – Noghere czynne od 6 do 20, w okresie od 1 kwietnia do 30 września od 6 do 21
- Osp – Prebenico Caresana czynne od 6 do 20, w okresie od 1 kwietnia do 30 września od 6 do 21; dla obywateli państw UE, EOG i Szwajcarii
- Socerb – St. Servolo czynne od 8 do 17, w okresie od 1 kwietnia do 30 września od 7 do 19
- Čampore – Chiampore czynne od 8 do 19, w kwietniu, w maju i we wrześniu od 8 do 20, w czerwcu, w lipcu i w sierpniu od 8 do 21; dla obywateli państw UE, EOG i Szwajcarii
- Kaštelir – St.Barbara czynne od 7 do 19, w kwietniu, w maju i we wrześniu od 7 do 20, w czerwcu, w lipcu i w sierpniu od 7 do 21
- Repentabor – Monrupino czynne od 7 do 20; dla obywateli państw UE, EOG i Szwajcarii
- Gorjansko – St. Pelagio czynne od 1 września do 31 maja od 7 do 20, od 1 czerwca do 31 sierpnia od 7 do 21, w soboty i w niedziele od 7 do 24; dla obywateli państw UE, EOG i Szwajcarii
- Klariči – Jamiano czynne od 7 do 20; dla obywateli państw UE, EOG i Szwajcarii
- Lokvica – Devetachi czynne od 7 do 19, w okresie od 1 października do 31 marca od 8 do 18
- Miren – Merna czynne od 7 do 20, w okresie od 1 kwietnia do 30 września od 7 do 22
- Šempeter – Gorizia-S.Pietro czynne od 7 do 20, w okresie od 1 kwietnia do 30 września od 7 do 21; dla obywateli państw UE, EOG i Szwajcarii
- Pristava (Gorizia via Rafut) czynne w dni powszednie od 8 do 17, w kwietniu i we wrześniu od 8 do 18, w okresie od 1 maja do 31 sierpnia od 8 do 19
- Nova Gorica I – Gorizia-St. Gabriele czynne w dni powszednie od 7 do 20; dla obywateli państw UE, EOG i Szwajcarii
- Solkan I – Salcano; dla obywateli państw UE, EOG i Szwajcarii
- Solarji – Solarie di Drenchia czynne od 10 do 20 w soboty, niedziele i święta w okresie od 1 maja do 30 września
- Hum – St. Floriano czynne od 8 do 18, w czerwcu, lipcu i sierpniu od 8 do 19
- Plešivo – Plessiva czynne od 8 do 19, w czerwcu i we wrześniu od 7 do 20, od 1 maja do 31 sierpnia od 7 do 21
- Golo Brdo – Mernico czynne od 7 do 19, w niedziele i święta od 8 do 19
- Britof – Molino Vechio czynne od 7 do 18; dla obywateli państw UE, EOG i Szwajcarii
- Vipolže – Castelletto Versa czynne od 6 do 20, w soboty, niedziele i święta od 8 do 20; dla obywateli państw UE, EOG i Szwajcarii
- Most na Nadiži – Ponte Vittorio czynne od 9 do 17, w okresie od 1 maja do 30 września od 8 do 18
- Robidišče – Robedischis czynne od 10 do 17 od środy do niedzieli w kwietniu, maju, czerwcu, wrześniu, październiku i listopadzie, od 9 do 19 od wtorku do niedzieli w lipcu i sierpniu, od grudnia do marca zamknięte
- Livek – Polava di Cepletischis czynne od 7 do 18, w okresie od 1 kwietnia do 30 września od 7 do 19; dla obywateli państw UE, EOG i Szwajcarii
- Log pod Mangartom – Cave del Predil zamknięte

### Granica zAustrią

#### przejścia drogowe
- Korensko sedlo – Wurenzpass
- Karavanke – Karawankentunnel
- Ljubelj – Loibltunnel
- Jezersko – Seebergsattel
- Holmec – Grablach
- Vič – Lavamünd
- Radlje – Radlpass
- Jurij – Langegg
- Šentilj-stari MMP – Spielfeld-BS
- Šentilj-novi-avtocesta – Spielfeld-AB
- Trate – Mureck
- Gornja Radgona – Bad Radkersburg
- Gederovci – Sicheldorf
- Kuzma – Bonisdorf
- Mežica – Raunjak czynne od 8 do 19; dla obywateli państw UE, EOG i Szwajcarii
- Libeliče – Leifling czynne od 8 do 19; dla obywateli państw UE, EOG i Szwajcarii
- Sveti Duh na Ostrem vrhu – Grosswalz czynne od 7 do 20, w okresie od 1 listopada do 31 marca czynne w poniedziałki, środy, piątki i niedziele od 8 do 17; dla obywateli państw UE, EOG i Szwajcarii
- Pavličevo sedlo – Paulitschsattel czynne w okresie od 1 kwietnia do 30 czerwca od 8 do 19, w okresie od 1 lipca do 15 września od 7 do 22, w okresie od 16 września do 2 listopada od 7 do 19, od 3 listopada do 31 marca zamknięte; dla obywateli państw UE, EOG i Szwajcarii

#### przejścia kolejowe
- Jesenice – Rosenbach
- Prevalje – Bleiburg
- Maribor – Spielfeld

#### przejścia dla ruchu przygranicznego
- Remšnik – Oberhaag czynne w poniedziałki, środy i piątki od 7 do 19, w okresie od 1 listopada do 31 marca – od 8 do 17
- Kapla – Arnfels czynne w środy i niedziele od 7 do 19, w okresie od 1 listopada do 31 marca zamknięte
- Pernice – Laaken czynne od 7 do 19 we środy, soboty i niedziele, w okresie od 1 listopada do 31 marca czynne od 8 do 17 w niedziele
- Muta – Soboth czynne od 7 do 17, w okresie od 1 listopada do 31 marca zamknięte
- Sladki Vrh – Weitersfeld – Mürfahre czynne od 6 do 20, w niedziele od 8 do 21, w okresie od 1 listopada do 31 marca zamknięte; tylko dla obywateli Słowenii i Austrii oraz państw, które mają z tymi państwami ruch bezwizowy
- Plač – Ehrenhausen czynne od 7 do 21, w okresie od 1 listopada do 31 marca czynne od 7 do 18
- Svečina – Berghausen czynne od 7 do 20 we wtorki i czwartki, w okresie od 1 listopada do 31 marca zamknięte
- Špičnik – Sulztal czynne od 7 do 21, w okresie od 1 listopada do 31 marca czynne od 8 do 17 w środy
- Gradišče – Schlossberg czynne od 7 do 20 w poniedziałki, wtorki, czwartki, piątki i soboty, w okresie od 1 listopada do 31 marca czynne od 8 do 17 we wtorki, czwartki i soboty
- Cankova – Zelting czynne od 5 do 20, w okresie od 1 listopada do 31 marca od 6 do 20, w poniedziałki od 5 do 20
- Korovci – Goritz czynne od 6 do 20 w poniedziałki, środy i piątki, w okresie od 1 listopada do 31 marca zamknięte
- Gerlinci – Pölten czynne od 6 do 20 w poniedziałki, wtorki, czwartki, piątki i soboty, w okresie od 1 listopada do 31 marca czynne od 8 do 17 w poniedziałki, środy i piątki
- Fikšinci – Gruisla czynne od 6 do 20 w poniedziałki, czwartki, piątki i soboty, w okresie od 1 listopada do 31 marca zamknięte
- Sotina – Kalch czynne od 6 do 20, w okresie od 1 listopada do 31 marca czynne od 7 do 17 w poniedziałki, środy, piątki i soboty
- Matjaševci – Tauka czynne od 6 do 19 w poniedziałki, środy, piątki, soboty i niedziele, w okresie od 1 listopada do 31 marca czynne od 8 do 17 w soboty
- Kramarovci – Sankt Anna czynne od 6 do 20, w okresie od 1 listopada do 31 marca czynne od 7 do 18 w dni powszednie

### Granica zWęgrami

#### przejścia drogowe
- Hodoš – Bajansenye
- Dolga vas – Redics
- Čepinci – Verica, Kétvölgy
- Martinje – Felsoszolnok czynne od 6 do 22
- Pince – Tornyiszentmiklos czynne od 6 do 22
- Kobilje – Nemesneg czynne od 7 do 19, w okresie od 1 listopada do 31 marca od 8 do 16
- Prosenjakovci – Portosfalva-Magyarszombatfa czynne od 7 do 19, w okresie od 1 listopada do 31 marca od 8 do 16

#### przejścia kolejowe
- Hodoš – Bajansenye

### Granica zChorwacją

#### przejścia drogowe
- Sečovlje – Plovanija
- Dragonja – Kaštel
- Sočerga – Požane
- Starod – Pasjak
- Jelšane – Rupa
- Babno Polje – Prezid
- Petrina – Brod na Kupi
- Vinica – Pribanjci
- Metlika – Jurovski brod
- Obrežje – Bregana
- Bistrica ob Sotli – Razvor
- Dobovec – Lupinjak
- Gruškovje – Macelj
- Zavrč – Dubrava Križovljanska
- Središče ob Dravi – Trnovec
- Petišovci – Mursko središče
- Podgorje – Jelovice czynne od 6 do 22, w okresie od 1 czerwca do 31 sierpnia od 6 do 24
- Slovenska vas – Bregana naselje tylko dla obywateli Słowenii i Chorwacji
- Rigonce – Harmica tylko dla obywateli Słowenii i Chorwacji
- Orešje – Mihanović Dol tylko dla obywateli Słowenii i Chorwacji
- Imeno – Miljana tylko dla obywateli Słowenii i Chorwacji
- Rogatec – Hum na Sotli tylko dla obywateli Słowenii i Chorwacji
- Ormož – Otok Virje tylko dla obywateli Słowenii i Chorwacji przejście graniczne dla ruchu międzypaństwowego, dostępne także dla obywateli UE, EOG i Konfederacji Szwajcarskiej
- Meje – Zlogonje tylko dla obywateli Słowenii i Chorwacji; czas otwarcia jeszcze nie ustalony
- Zgornji Leskovec – Cvetlin tylko dla obywateli Słowenii i Chorwacji
- Razkrižje – Banfi tylko dla obywateli Słowenii i Chorwacji
- Gibina – Bukovje tylko dla obywateli Słowenii i Chorwacji
- Podplanina – Čabar tylko dla obywateli Słowenii i Chorwacji

#### przejścia kolejowe
- Rakitovec – Buzet
- Ilirska Bistrica – Šapjane
- Metlika – Kamanje
- Dobova – Savski Marof
- Imeno – Kumrovec zamknięte
- Rogatec – Đurmanec zamknięte
- Središče ob Dravi – Čakovec
- Lendava – Čakovec

#### przejścia dla ruchu przygranicznego
- Hotiza – Sveti Martin na Muri czynne od 6 do 22
- Središče ob Dravi I – Preseka czynne od 5 do 23, w niedziele od 7 do 19
- Drenovec – Gornja Voća czynne od 6 do 22
- Rogatec I – Klenovec Humski czas otwarcia jeszcze nie ustalony
- Rajnkovec – Mali Tabor czynne od 5 do 23
- Podčetrtek – Luke Poljanske czynne od 6 do 22
- Sedlarjevo – Plavić zamknięte do naprawienia mostu
- Nova vas ob Sotli – Draše czynne od 6 do 22, w niedziele od 7 do 21
- Stara vas – Bizeljsko – Donji Čemehovec czynne od 6 do 22
- Rakovec – Kraj Donji czynne od 6 do 22, w niedziele od 7 do 21
- Planina v Podbočju – Novo Selo Žumberačko czynne od 6 do 22, w niedziele od 7 do 21
- Brezovica – Brezovica jeszcze nie uruchomione
- Radovica – Kašt jeszcze nie uruchomione
- Krmačina – Vivodina czynne od 6 do 22
- Božakovo – Obrež czynne od 6 do 22, w niedziele od 7 do 21
- Krasinec – Pravutina czynne od 5 do 23, w niedziele od 7 do 21
- Žuniči – Prilišće czynne od 5 do 23, w niedziele od 7 do 21
- Sodevci – Blaževci czynne od 5 do 23, w niedziele od 7 do 21
- Osilnica – Zamost czynne od 5 do 23, w niedziele od 7 do 21
- Novokračine – Lipa czynne od 6 do 22, w niedziele od 7 do 20
- Novi kot – Prezid I czynne od 5 do 23, w niedziele od 7 do 22
- Starod I – Vele Mune czas otwarcia jeszcze nie ustalony
- Rakitovec – Slum czynne od 6 do 22
- Brezovica pri Gradinu – Lucija czynne od 6 do 22

## Istniejące przejścia graniczne

### Przejścia graniczne w międzynarodowych portach lotniczych
- Portorož czynne od 8 do 20, zimą od 9 do 17
- Ljubljana-Brnik czynne od 630 do 22
- Maribor-Slivnica czynne od 6 do 2130

### Przejścia graniczne w portach morskich
- Koper
- Piran
- Izola czynne od 8 do 18 w okresach od Wielkiego Piątku do 31 maja i od 1 września do 31 października, od 8 do 21 w okresie od 1 czerwca do 31 sierpnia, od 1 listopada do Wielkiego Piątku nieczynne